# Elaphe dione
Il colubro delle steppe (Elaphe dione (Pallas, 1773)) è una specie di serpente non velenoso della famiglia dei Colubridi. L'appellativo specifico si riferisce a una figura della mitologia greca, Dione, madre di Afrodite.

## Descrizione

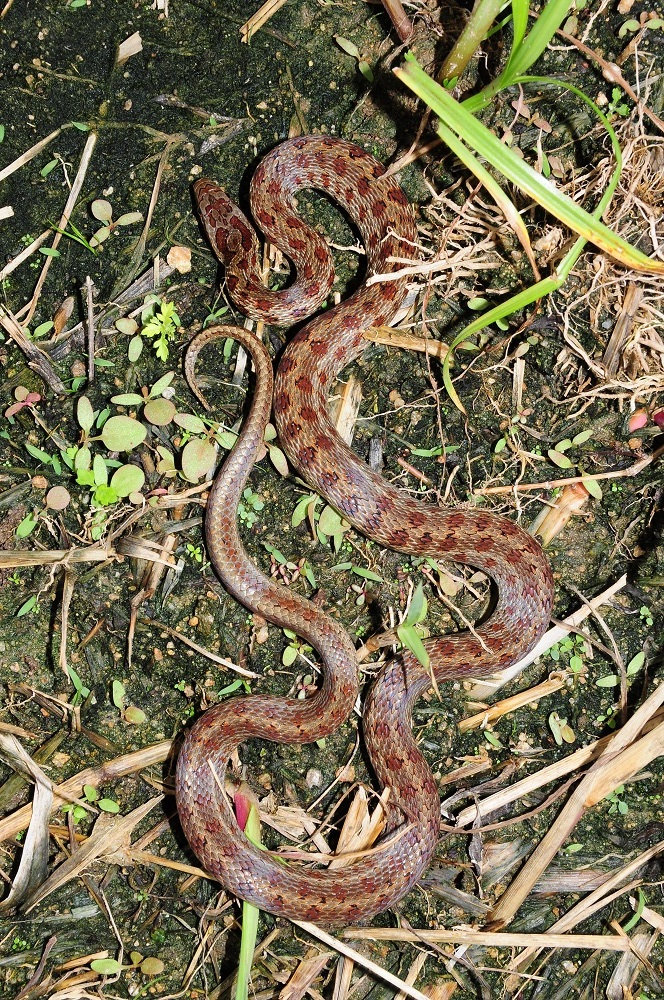

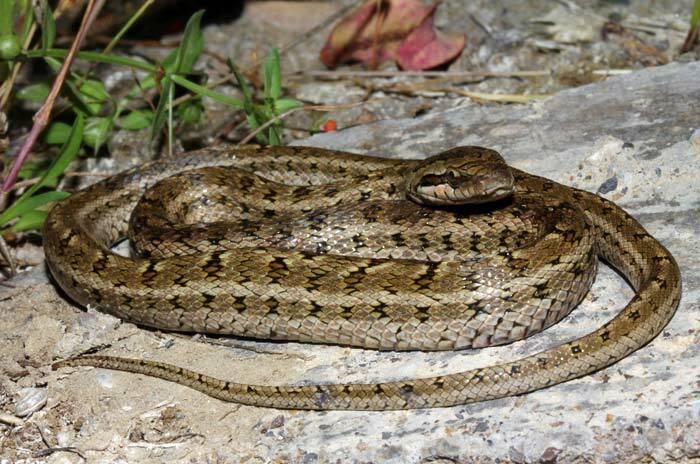

Raggiunge una lunghezza di 150 cm; la coda, di regola, non supera i 17-30 cm. Lo scudo preorbitale a volte può essere parzialmente diviso sulla parte inferiore. La larghezza degli scudi intermascellari e interni è maggiore della loro stessa altezza. Gli scudi prefrontali sono in contatto con quelli sopraorbitali e l'unico scudo zigomatico è di forma trapezoidale. Ci sono da uno a tre scudi postorbitali, otto scudi sopralabiali (meno spesso sette o nove), 44-78 scudi subcaudali e 23-28 file di squame dorsali. I maschi hanno 171-201 scudi ventrali e le femmine ne hanno 187-214. Lo scudo anale è diviso; il quarto o il quinto scudo labiale tocca l'occhio. Gli scudi temporali sono 2-3 e 3-4 per ciascuna delle due file verticali. Le squame sui lati del corpo sono lisce, ma quelle sul dorso presentano carene deboli e due pori apicali.
La specie è caratterizzata da una colorazione molto variabile. Il colore di fondo generale della parte superiore del corpo è bruno-grigiastro, talvolta con una sfumatura bruna, con quattro strisce longitudinali marroni (due delle quali si estendono fino alla coda) e delle macchie nerastre. Sulla superficie superiore della testa sono presenti delle macchie disposte con uno schema specifico che cambia con l'età. Una striscia temporale scura va dagli occhi al collo. Il ventre è grigiastro o giallastro con macchioline rossastre e talvolta macchie scure. Sono noti esemplari melanici. Gli esemplari di colore uniforme venivano descritti in passato come sottospecie indipendenti, ma ulteriori ricerche hanno stabilito che queste forme sono solo semplici varianti. Durante il periodo della muta il colore cambia notevolmente e spesso presenta un minor livello di contrasto.

## Distribuzione e habitat
Il colubro delle steppe è presente in un vasto areale che da Corea, territorio del Litorale, Mongolia e Cina settentrionale, attraverso l'Asia centrale (Kirghizistan, Tagikistan, Uzbekistan, Turkmenistan), il Kazakistan, la Siberia meridionale (compresa l'isola di Ol'chon), la Baschiria e gli oblast' di Orenburg e di Samara (dove si trova il punto più settentrionale in cui è stato rinvenuto, l'ansa di Samara), giunge fino a Ucraina, Transcaucasia (Georgia, Azerbaigian, Armenia), Iran settentrionale e Afghanistan. Non ne vengono riconosciute sottospecie.

## Biologia

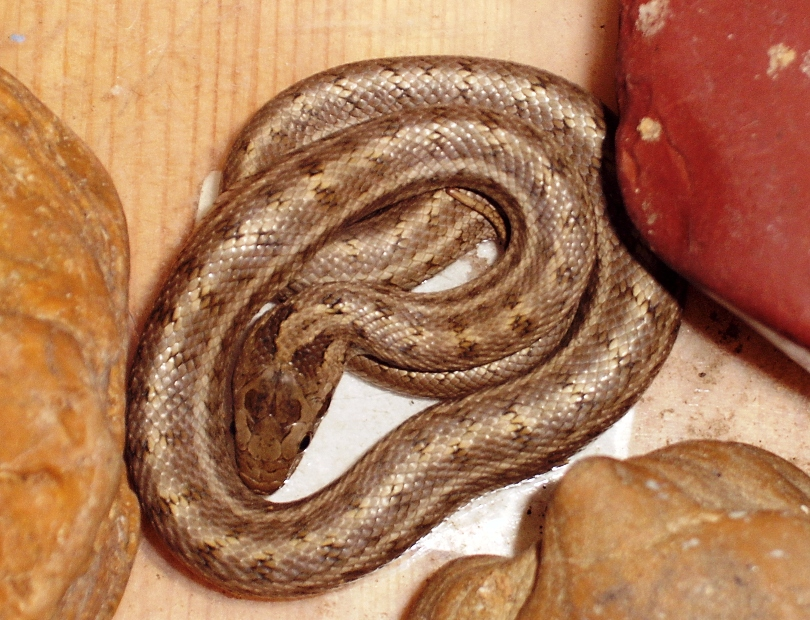
Un giovane esemplare.

Il colubro delle steppe è una specie adattabile ed è presente in una vasta gamma di ambienti diversi, da steppe e deserti a foreste di conifere e foreste miste. Si incontra nelle pianure alluvionali e nelle valli fluviali, nelle foreste ripariali e nei canneti, nei prati alpini e ai margini delle paludi, nei solončak e nei takyr, nelle barcane e nelle risaie, nei giardini e nei vigneti, nelle foreste di ginepro e sui pendii rocciosi delle montagne, dal livello del mare fino a 3600 metri. Si arrampica bene e si muove velocemente sia lungo i rami degli alberi che sul terreno; è inoltre in grado di nuotare e immergersi con abilità. Come riparo utilizza gli spazi vuoti sotto le radici degli alberi, le cavità e le fessure nel terreno.
La sua dieta comprende piccoli mammiferi (che costituiscono la principale fonte di cibo in molte parti dell'areale), uccelli, serpenti, anfibi, pesci e insetti. A seconda delle preferenze ambientali, la composizione della dieta può variare in base alla disponibilità delle prede. Compie razzie nei nidi degli uccelli, mangiando non solo i nidiacei, ma anche le uova, che inghiotte spalancando la bocca e schiacciandone il guscio con i processi inferiori delle vertebre (ipoapofisi) premendole sulla parete dorsale dell'esofago. Sono noti casi di cannibalismo. Le vittime vengono ingoiate a partire dalla testa.
Il colubro delle steppe è una specie diurna. Va in ibernazione da settembre-novembre a marzo-aprile. Nel sud dell'areale esce dai rifugi invernali già a febbraio. L'accoppiamento ha luogo in aprile-maggio, ma in alcuni luoghi (ad esempio nel territorio del Litorale) la stagione degli amori si prolunga fino a giugno. Di solito le uova vengono deposte tra la vegetazione in decomposizione sul terreno della foresta o tra l'erba vicino a corpi idrici. Le covate contengono da 5 a 24 uova di diversa lunghezza (16, 30-17, 56 mm). Sono note covate collettive anche di 120 uova di cui a volte solo la metà sopravvive. Il periodo di incubazione dura circa un mese, ma spesso si riduce a quasi due settimane perché lo sviluppo degli embrioni inizia negli ovidotti della femmina. I giovani escono dalle uova da luglio a settembre, sono lunghi 18-25 cm e pesano 2,8-9,3 g. Gli adulti sono i primi ad entrare in ibernazione.
Tra i nemici del colubro delle steppe vi sono mammiferi e uccelli predatori (in particolare l'aquila delle steppe). Per difendersi da essi, si sposta rapidamente verso un riparo o sui rami degli alberi.

## Galleria d'immagini

Un esemplare nel suo habitat
Un esemplare posato su una tavola.
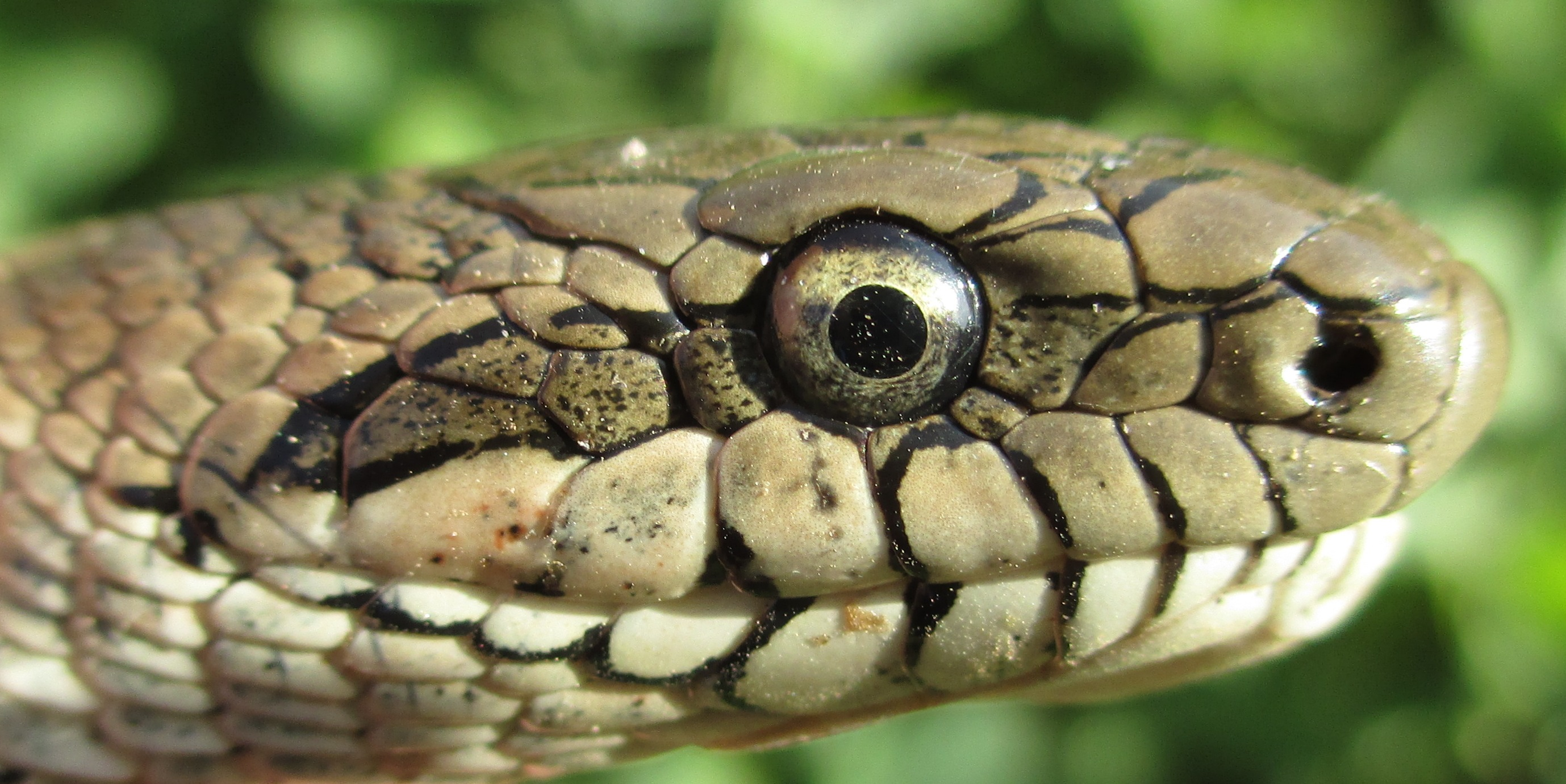
Primo piano della testa.